# Celebrity Rehab with Dr. Drew
Celebrity Rehab with Dr. Drew es un reality show emitido por la cadena VH1 en la que un grupo de celebridades con problemas de adicción a las drogas y el alcohol eran tratadas por el doctor Drew Pinsky y su grupo de profesionales en un centro de recuperación en Pasadena, California. Entre las celebridades que pasaron por el programa destacan Steven Adler, Daniel Baldwin, Jeff Conaway, Rodney King, Tawny Kitaen, Jeremy London, Amber Smith y Dennis Rodman.

## Temporadas

### Resumen
| Temporada | Temporada | Episodios | Fecha                    | Fecha                    |
| Temporada | Temporada | Episodios | Estreno                  | Finalización             |
| --------- | --------- | --------- | ------------------------ | ------------------------ |
|           | 1         | 10        | 10 de enero de 2008      | 13 de marzo de 2008      |
|           | 2         | 9         | 23 de octubre de 2008    | 18 de diciembre de 2008  |
|           | 3         | 9         | 7 de enero de 2010       | 4 de marzo de 2010       |
|           | 4         | 11        | 1 de diciembre de 2010   | 26 de enero de 2011      |
|           | 5         | 11        | 26 de junio de 2011      | 11 de septiembre de 2011 |
|           | 6         | 10        | 16 de septiembre de 2012 | 18 de noviembre de 2012  |